# 警察官ネコババ事件
警察官ネコババ事件（けいさつかんネコババじけん）は、1988年に大阪府堺南警察署（現在の西堺警察署）槙塚台派出所の巡査が拾得物の現金15万円を着服（ネコババ）した事件である。
堺南署は、身内の不祥事を隠蔽するため、現金を届けた女性に着服のぬれぎぬを着せ、組織ぐるみで犯人に仕立てあげようとした。

## 経緯
1988年2月6日午前11時40分ごろ、大阪府堺市のスーパーマーケット経営者の妻は、店内に落ちていた15万円入りの封筒を、近くの大阪府堺南警察署（以下「堺南署」）槙塚台派出所に届け出た。派出所には巡査が一人いたので、15万円入りの封筒を拾ったことを告げると、巡査は「その封筒なら紛失届が出ている」と言い、封筒を受けとった。この時、巡査は女性の名前をメモに書いただけで、遺失物法に基づき作成が義務の「拾得物件預り書」を渡さなかった。女性は不審に思ったが、深くは追及せず帰宅した。届け出た現金15万円は遺失物扱いとならずそのまま着服（ネコババ）されることとなる。
それから3日が経っても、警察から落とし主に封筒を渡したとの連絡が来なかったので、女性は不審に思い、堺南署に確認の電話をかけた。しかし、署員は「そんな封筒は受理していない」と答えた。この時点で、現金が何者かによって着服された事実が明らかになり、偽警官による詐取の可能性を捜査する一方、女性も事情聴取を受けることとなった。女性を聴取した刑事課員は、「シロ」と判断し、上司に報告した。
女性が無実であれば、必然的に派出所の勤務者が着服したことになるため、堺南署幹部の間で大きな問題となった。部下の不祥事の発覚を恐れた幹部らは、女性を犯人に仕立て上げ、事実を隠蔽するという方針を固めた。署長の指示の下、8人もの捜査員で専従捜査班が編成され、着々と捜査が進んでいった。捜査班は、いるはずのない証人や、存在するはずのない物的証拠を次々と「発見」していった。
同時に、捜査班は女性の取調べを執拗（しつよう）に行った。女性は妊娠中であり、取調べには細心の注意が必要であったにもかかわらず、警察官はありもしない罪の自白を厳しく迫った。女性はノイローゼに陥るなど、精神的に極めて深刻な状態にまで追い詰められた。
一向にして女性から（存在しない）自白を引き出せない取り調べ状況にしびれを切らした堺南署は、女性の逮捕に踏み切ることを決定、大阪地方裁判所に逮捕状を請求しようとするも、女性のかかりつけの産科医の猛反対や、証拠不十分による逮捕に関して大阪地方検察庁堺支部からの疑念（主婦が着服したのならば、わざわざ警察に連絡することが全く矛盾している点）があり、結局この請求は却下された。
この頃、読売新聞の記者がこの事件を耳にした。記者は事件の詳しい経緯を取材し、社会面に大きく特集記事を掲載した。この時点でようやく堺南署が何をしているか把握した大阪府警察は、事件を堺南署から、横領など知能犯事件を担当する本部の捜査第二課に移管させ、改めて捜査を始めた。
そして3月25日、再捜査の結果をもとに、本部が巡査の着服を認めたため、女性の冤罪（えんざい）は晴れることとなった。
大阪府警は、再捜査後の記者会見においてもなお隠蔽する姿勢を見せ、「無関係の市民を容疑者と誤認し…」と事実と異なる発表をしたが、即座に記者たちから猛烈な抗議の声が上がり、「誤認」という言葉を取り消した。記者会見実施の翌日の報道では「誤認ならぬ、『確信』」としたものもあった。また、明らかに無実と知っていながら、逮捕状を請求したことに対しては「（警察関係者による）逮捕監禁未遂ではないのか？」との声も寄せられた。
のちにこの事件をモチーフとした2時間ドラマが制作されたが、当事者の女性の同意が得られなかったため結局は放送されなかった。

## その後の展開
女性の家族は、大阪府警を相手取り、慰謝料請求の民事訴訟を大阪地方裁判所に起こした。詳しい事実関係が裁判で明らかになるのを恐れた大阪府警は、口頭弁論で請求を認諾した。これに対して、原告側の女性とその家族と、被告側の大阪府警は双方ともに控訴せず、事実上の和解となり、民事訴訟確定後に慰謝料200万円を支払った。女性は全額を冤罪防止運動団体に寄付した。
この慰謝料相当額は、当時の府警幹部により大阪府に弁済されている。
翌年の1989年（平成元年）4月1日 、当該派出所を含む地域は堺南警察署（現在の西堺警察署）より独立し、泉北警察署（当時） が開設され、体制の強化が図られた。なお、泉北警察署は2008年（平成20年）4月1日に堺市の区の名称に合わせて「南堺警察署」に変更された。

## 処分
大阪府警察は、当時の堺南署長を減給に処し、署長はこれを受けて引責辞職。同署副署長と警ら課長を戒告と警務部付に更迭、刑事課長を厳重注意処分とした。また、これとは別に国家公安委員会も府警本部長ら幹部に対し減給の懲戒処分を決定した。新田勇・警察本部長は減給100分の10、警務部長は減給100分の10、派出所長で直属上司の巡査部長は引責辞職した。そして着服したN巡査は懲戒免職にされ業務上横領罪で大阪地検に送致されたが、1989年4月7日、起訴猶予処分となった。